# 梅熱夫斯科伊區

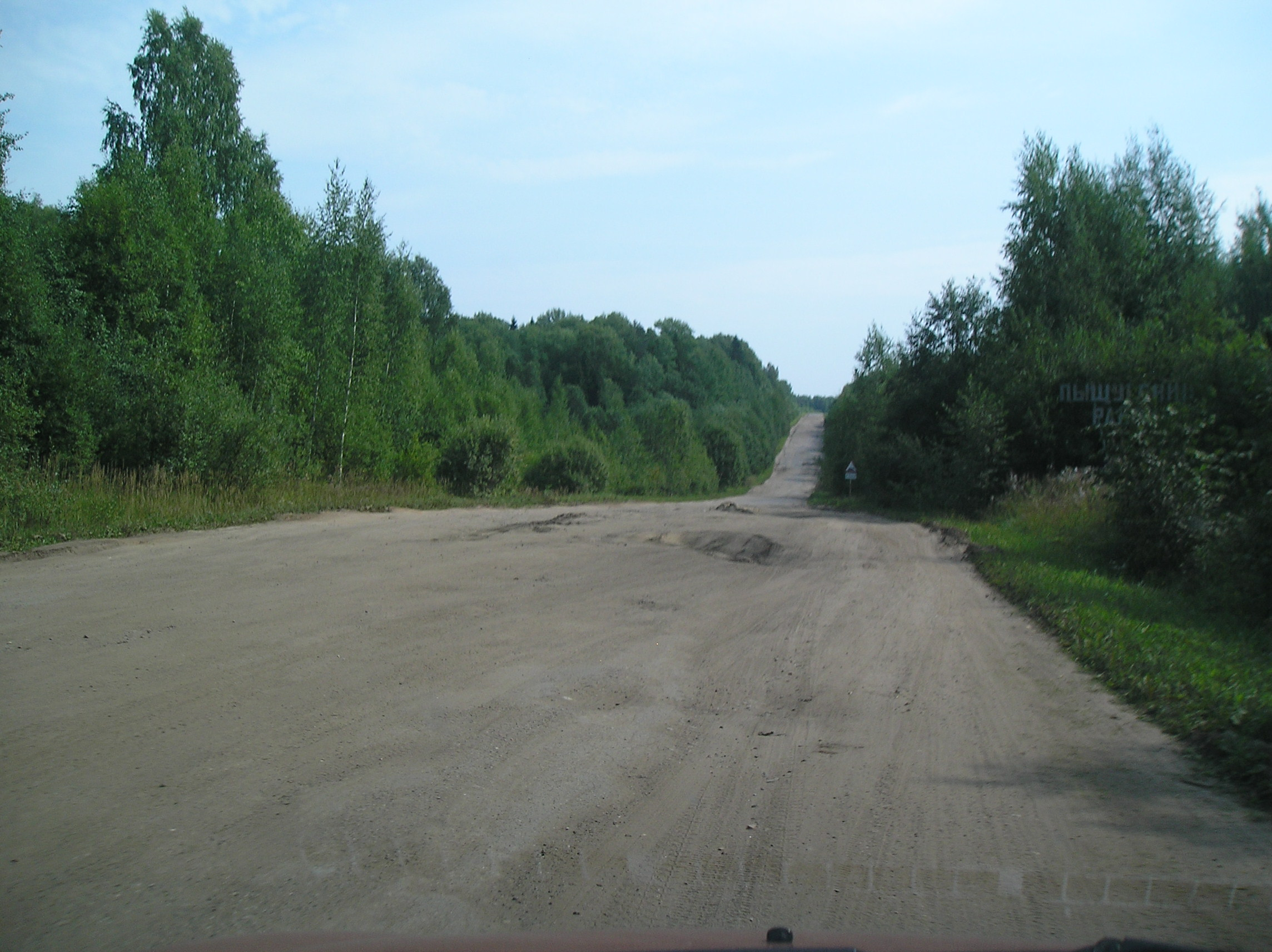

58°43′59″N 45°01′22″E / 58.73306°N 45.02278°E
梅熱夫斯科伊區（俄语：Межевской район），是俄羅斯的一個區，位於該國西部，由科斯特羅馬州負責管轄，面積2,178平方公里，2010年人口4,461，人口密度每平方公里2.05人。